# Alenka Velkavrh
Alenka Velkavrh, slovenska arhitektka, * neznano.

## Priznanja in odlikovanja
Leta 1977 je so-prejela nagrado Prešernovega sklada »za arhitektonske rešitve v vzgojno-varstvenih zavodih«.